# Adelpha serpa
Espèce
Adelpha serpa est une espèce de papillons de la famille des Nymphalidae, sous-famille des Limenitidinae et du genre des Adelpha.

## Dénomination
Adelpha serpa a été décrit par Jean-Baptiste Alphonse Dechauffour de Boisduval en 1836 sous le protonyme Heterochroa serpa.

### Sous-espèces
- Adelpha serpa serpa; présent au Paraguay, en Argentine et dans le sud-est du Brésil.
- Adelpha serpa celerio (Bates, 1864); présent au Mexique, eu Guatemala et au Venezuela
- Adelpha serpa diadochus Fruhstorfer, 1915; présent au Pérou, au Brésil, en Guyana et en Guyane.
- Adelpha serpa duiliae Fruhstorfer, 1913;  présent en Équateur[1].

### Noms vernaculaires
Adelpha serpa celerio se nomme Celerio Sister en anglais.

## Description
Adelpha serpa est un papillon d'une envergure de 28 mm à 33 mm au Costa Rica et de 50 mm à 55 mm en Équateur,. Le  dessus, marron, est  orné d'une tache orange postdiscale aux ailes antérieures proche du bord costal et d'une bande blanche allant aux ailes postérieures de l'angle anal au bord costal et se continuant aux ailes antérieures sur plus de la moitié de l'aire discale.
Le revers est marron clair avec la même bande blanche que sur le dessus, entourée d'une étroite bande ocre aux ailes postérieures. Le bord costal des ailes antérieures est orné dans l'aire discale d'un groupe de trois marques bleutées bordés de noir.

### Chenille
La chenille est verte tachée de noir et de cuivré et développe de grandes épines.

## Écologie et distribution
Adelpha serpa est présent  au Mexique, eu Guatemala, au Venezuela,  présent en Équateur, au Paraguay, en Argentine, au Pérou, au Brésil, en Guyana et en Guyane.

### Protection
Pas de statut de protection particulier.